# Adriaen van de Velde

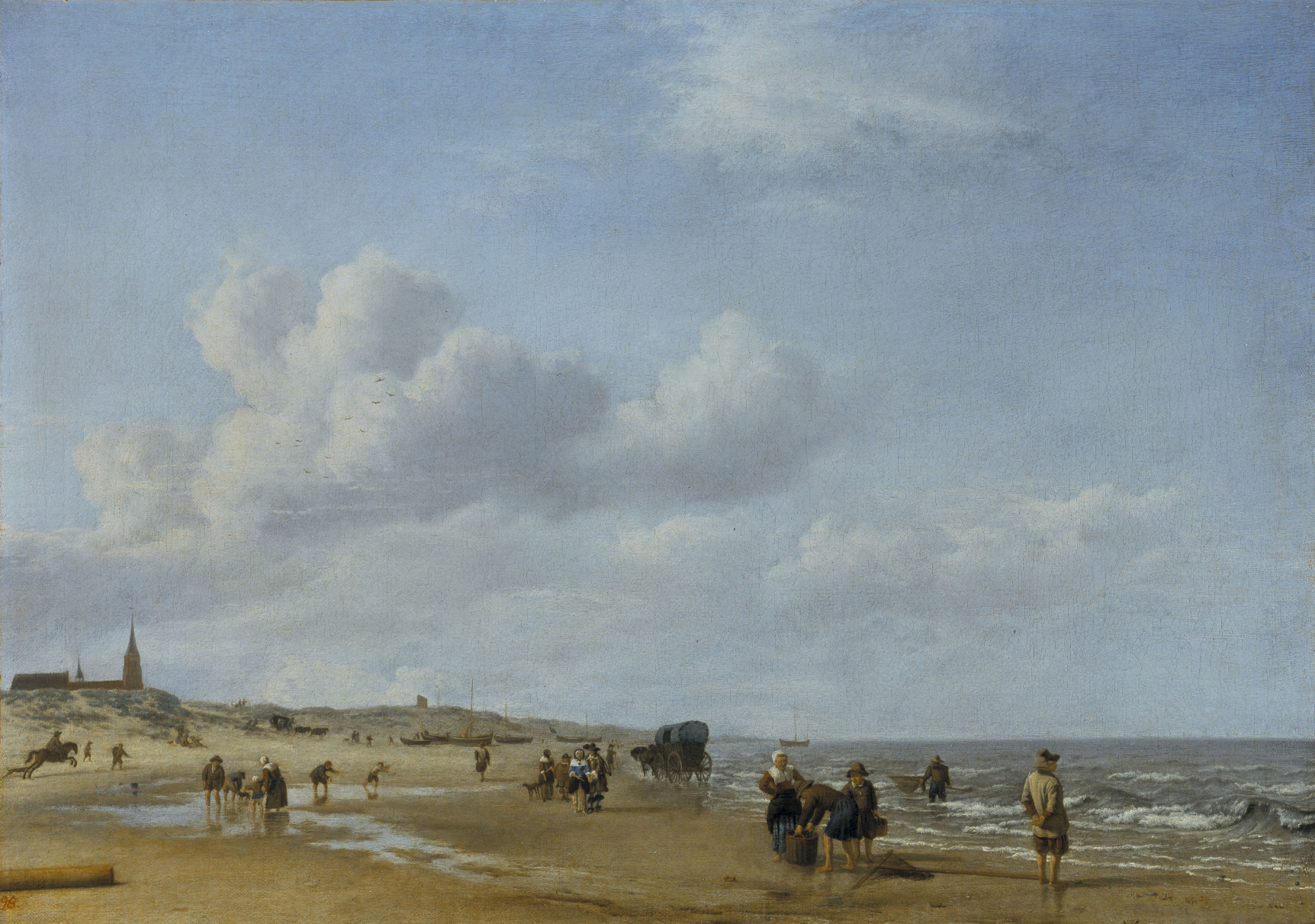
Adriaen van de Velde, Het Strand van Scheveningen, 1658, olieverf op doek, Staatliche Museen, Kassel

Adriaen van de Velde (gedoopt Amsterdam, 30 november 1636 – begraven aldaar, 21 januari 1672) was een Nederlands schilder gespecialiseerd in landschappen, strandgezichten, idyllische dierstukken, Bijbelse historiestukken, en portretten.  Hij verzorgde figuren in de landschappen van andere schilders. 
Hij was de zoon van Willem van de Velde, de Oude en een broer van Willem van de Velde, de Jonge. Volgens Arnold Houbraken begon Van de Velde al op jonge leeftijd te schilderen met de pennen en penselen van zijn drie jaar oudere broer. Hij beschilderde de bedstede met een melkboer. 
Van de Velde wilde geen zeeschilder worden en werd opgeleid in de studio van Jan Wynants, de landschapsschilder, waar hij Philips Wouwerman ontmoette, van wie men aanneemt dat deze Adriaan hielp in zijn studies over dieren. Hij zou ook een aanzienlijke invloed op zijn kunst gehad hebben. 
Nadat Van de Velde aanzienlijke vooruitgang boekte, werd hij snel in dienst gesteld om figuren in de landschappen van zijn meester te schilderen, en deed hetzelfde voor Meindert Hobbema, Jacob van Ruisdael, Jan van der Heyden, Adriaen Hendricksz. Verboom en Frederik de Moucheron.
In 1657 trouwde hij met de katholieke Maria Ouderkerk; hij woonde toen nog bij zijn vader in Amsterdam in de Korte Koningstraat op de Lastage. In 1662 woonde hij in de Kalverstraat, in een deel toen bekend als Schapenmarkt. Het echtpaar liet zes kinderen dopen in verschillende schuilkerken, o.a. op de Oudezijds Achterburgwal bij de Huidevettersteeg. Van de Velde was tamelijk welgesteld en leende geld uit of stond borg.

## Werk
Buiten zijn schilderijen, waarvan bijna tweehonderd zijn teruggevonden, maakte hij ongeveer twintig etsen, waarvan verschillende rond zijn veertiende levensjaar werden gemaakt. Ze zijn simpel, maar aangenaam om naar te kijken, en vallen op door de grote directheid van zijn methode en zekerheid. In 1667 kocht hij enige prenten van Jan Hackaert. 
- Biblioteca Nacional de España: XX1567478
- Bibliothèque nationale de France: cb149599468 (data)
- Biografisch Portaal: 19113773
- Digitale Bibliotheek voor de Nederlandse Letteren: veld074
- Stuttgart Database of Scientific Illustrators 1450–1950: 11551
- Gemeinsame Normdatei: 123032296
- International Standard Name Identifier: 0000 0000 6664 2357
- KulturNav: d4ed2173-8053-41bb-8f73-e3e5173c5057
- Library of Congress Control Number: nr2002000735
- Nationale Bibliotheek van Letland: 000249769
- National Gallery of Victoria: 6029
- Nationale Bibliotheek van Tsjechië: xx0057803
- Nationale Bibliotheek van Israël: 987007513424805171
- Nederlandse Thesaurus van Auteursnamen: 241795788
- RKD-Nederlands Instituut voor Kunstgeschiedenis: 79763
- Système universitaire de documentation: 08082854X
- Museum of New Zealand Te Papa Tongarewa: 2331
- Union List of Artist Names: 500007230
- Virtual International Authority File: 76585672
- WorldCat: E39PBJg4rxDqDj4WG3cWpymcfq